# Why Not Us
Why Not Us е поп песен, написана от Guy Chambers и Alexis Strum за германското поп трио Монроуз. Песента е част от третия студиен албум на групата I Am. Съпродуценти на песента са Pete Kirtley и Guy Chambers, като се очаква тя да бъде издадена като първия сингъл от албума на 28 ноември 2008 година. Видеото към песента е заснето на 14 ноември 2008 в Германия.